# Ровазенда
Ровазѐнда (на италиански: Rovasenda; на пиемонтски: Roasenda, Роазенда) е село и община в Северна Италия, провинция Верчели, регион Пиемонт. Разположено е на 221 m надморска височина. Населението на общината е 998 души (към 2010 г.).